# 23街车站 (BMT百老汇线)
23街車站（英語：23rd Street station）是紐約地鐵BMT百老匯線的一個慢車地鐵站，位於曼哈頓23街、百老匯及第五大道交界，設有R線（任何時候停站（深夜除外）、W線（僅平日停站）、N線（僅深夜及週末停站）、Q線（僅深夜停站）列車服務。

## 車站結構
| G        | 街道層   | 出入口 |
| P 月台層 | 側式月台 | 側式月台 |
| P 月台層 | 北行慢車 | ← 往森林小丘-71大道 (28街) ← 平日往阿斯托利亞-迪特馬斯林蔭路 (28街) ← 深夜及週末時往阿斯托利亞-迪特馬斯林蔭路 (28街) ← 深夜時往96街 (28街)                                                  |
| P 月台層 | 北行快車 | ← 不停靠 |
| P 月台層 | 南行快車 | → 不停靠 → |
| P 月台層 | 南行慢車 | ← 往灣脊區-95街 (14街-聯合廣場) → ← 平日往白廳街-南碼頭 (14街-聯合廣場) → ← 深夜及週末時經海滩往康尼島-斯提威爾大道 (14街-聯合廣場) → ← 深夜時經布莱顿往康尼島-斯提威爾大道 (14街-聯合廣場) |
| P 月台層 | 側式月台 | |

此地下車站在1918年1月5日啟用，設有兩個側式月台和四條軌道。兩條中央軌道由N線（僅平日停站）與Q線（任何時候停站（深夜除外））列車使用。

## 外部連結
- nycsubway.org—BMT Broadway Subway: 23rd Street
- Station Reporter — N Train
- Station Reporter — R Train
- MTA's Arts For Transit — 23rd Street (BMT Broadway Line)
- Fifth Avenue and 23rd Street entrance from Google Maps Street View（页面存档备份，存于）
- Broadway and 23rd Street entrance from Google Maps Street View（页面存档备份，存于）
- Broadway and 22nd Street entrance from Google Maps Street View（页面存档备份，存于）
- Platforms from Google Maps Street View （页面存档备份，存于）